# Polyrhachis lombokensis
Polyrhachis lombokensis är en myrart som beskrevs av Carlo Emery 1898. Polyrhachis lombokensis ingår i släktet Polyrhachis och familjen myror. Inga underarter finns listade i Catalogue of Life.